# Акмаев, Али Хайрулович
Али Хайрулович Акмаев (1902, д. Царицыно, Татарская волость, Касимовский уезд, Рязанская губерния, Российская империя — 6 мая 1974, Ашхабад, Туркменская ССР, СССР) — советский хозяйственный, государственный и партийный деятель.

## Биография
Родился в 1902 в деревне Царицыно Татарской волости Касимовского уезда Рязанской губернии Российской империи (ныне деревня в составе Касимовского района Рязанской области России), в крестьянской семье. По национальности — татарин. Член ВКП(б) с 1929.
С 1920 года — на хозяйственной, общественной и политической работе. В 1920—1971 гг. — красноармеец, председатель сельсовета, инспектор рабоче-крестьянской инспекции в городе Чарджоу, инструктор Чарджоуского райкома КП(б) Туркмении, заместитель секретаря, первый секретарь Саятского райкома КП(б) Туркмении, первый секретарь Кагановичского райкома КП(б) Туркмении, первый секретарь Керкинского окружкома, второй, первый секретарь Чарджоуского областного комитета КП Туркменистана, заместитель председателя Совнаркома Туркменской ССР, председатель Керкинского облисполкома (1945-1947), заместитель министра сельского хозяйства Туркменской ССР, в аппарате ЦК КП Туркменистана.
Избирался депутатом Верховного Совета Туркменской ССР.
Умер в Ашхабаде в 1974 году.